# Маух, Корине
Корине Маух (нем. Corine Mauch, род. 28 мая 1960, Айова-Сити) — швейцарский политик, мэр Цюриха с 1 мая 2009 года. Она является первой женщиной и первой открытой лесбиянкой, избранной на этот пост.
Корине Маух является дочерью Урсулы Маух, возглавлявшей в своё время Социал-демократическую партию в федеральном парламенте Швейцарии. Корине Маух росла в кантоне Аргау, затем переехала в Цюрих, где она изучала экономику сельского хозяйства в Швейцарской высшей технической школе Цюриха, а также обучалась в Швейцарский высшей школе государственного управления. Долгое время жила в Тибете.
В 1990 году стала членом Социал-демократической партии Швейцарии. С 1999 года входила в городской совет Цюриха, в 2008 году возглавила партийную фракцию. Была председателем городской счетной комиссии.
2 декабря 2008 года была выдвинута в кандидаты на пост мэра от Социал-демократической партии. В первом туре голосования она заняла второе место, уступив всего лишь 1300 голосов Катрин Мартелли, кандидату от Партии либералов (FDP). Во втором туре она получила 58 процентов голосов избирателей, причём победила во всех 12 избирательных округах Цюриха.
Живёт вместе со своей давней партнёршей музыканткой Юлианой Мюллер. Корине Маух участвует в экологическом движении, выступает в качестве бас-гитаристки в собственной музыкальной группе.